# Francouzské letectvo
Francouzské letectvo (francouzsky Armée de l'Air) je letecká složka francouzských ozbrojených sil. Založeno bylo v roce 1909 pod názvem Service Aéronautique a roku 1912 se oficiálně stalo autonomní součástí armády. Je tedy nejstarším vojenským letectvem na světě.[zdroj⁠?!] Samostatnou složkou se stalo v roce 1934. V současnosti je s více než 55 000 příslušníky druhým největším ozbrojeným sborem ve Francii. V červenci 2014 zde bylo ve službě 658 letadel. Francouzské letectvo má v provozu 225 bojových letadel, přičemž většina z nich byla Dassault Mirage 2000 se 129 ks a Dassault Rafale o počtu 96 ks.

## Organizace
Základní jednotkou Francouzského armádního letectva před první světovou válkou byla letka (escadrille), odpovídající přibližně rotě a disponující 6-8 stroji. Letky začaly být v průběhu války početně posilovány a posléze sdružovány do vyšších formací nazvaných skupiny (groupe) a „uskupení“ či „seskupení“ (groupement). Tuto strukturu si letectvo zachovalo i v meziválečném období, kdy bylo „seskupení“ přejmenováno nejprve na letecký pluk (régiment d'aviation) a v roce 1933, se vznikem samostatné Armée de l'air, na eskadru (escadre).
V době počátku druhé světové války se početní stav jednotek lišil podle jejich určení - zatímco groupe vyzbrojená jednomotorovými stíhacími stroji měla jako tabulkový počet (jenž se mohl mírně lišit v závislosti na konkrétním typu) obvykle stanoveno 26 letounů, u jednotek vícemotorových stíhaček to bylo 20, u bombardovacích a průzkumných skupin 13 kusů a pozorovací skupiny pro spolupráci s armádou měly 11 strojů. Skupina (groupe), složená ze dvou letek, tak byla základní samostatnou administrativní a často i taktickou jednotkou, a eskadra, tvořená dvěma až třemi skupinami, plnila převážně administrativní roli. S vypuknutím války došlo k obnovení groupement jako taktického velitelství sdružujícího několik groupe, často od různých eskader, s čímž se eskadra stala výhradně týlovou a doplňovací úrovní velitelské struktury.
V poválečném období a vstupu Francie do NATO došlo k přeznačení groupe na escadron (peruť), která se pak stala základní operační a administrativní jednotkou Armée de l'air. Dvě až tři letky (escadrille) stále zůstávají organizační složkou těchto perutí zachovávající si vlastní identitu a tradice, například Escadrille SPA 3 v rámci Escadron de chasse 1/2 Cigognes, ale nikoliv operační samostatnost.
V době mezi srpnem a zářím 2015 došlo v Armée de l'air k obnovení stupně escadre (křídlo), zrušeného v roce 1995. V mezidobí byly jednotlivé perutě podřízeny přímo základnám (base aérienne) jako stupni odpovědnému za pozemní údržbu a zajištění operací.

## Seznam letadel
| Letadlo                              | Foto            | Země původu       | Typ                             | Verze                    | Ve službě       | Poznámky                              |
| Stíhací letadla                      | Stíhací letadla | Stíhací letadla   | Stíhací letadla                 | Stíhací letadla          | Stíhací letadla | Stíhací letadla                       |
| ------------------------------------ | --------------- | ----------------- | ------------------------------- | ------------------------ | --------------- | ------------------------------------- |
| Dassault Mirage 2000                 |                 | Francie           | víceúčelové stíhací letadlo     | 2000C 2000D 2000N 2000-5 | 25 64 24        |                                       |
| Dassault Rafale                      |                 | Francie           | víceúčelové stíhací letadlo     | B C                      | 89              | Francie objednala celkem 132 letadel. |
| Dopravní letadla                     |                 |                   |                                 |                          |                 |                                       |
| Airbus A310                          |                 | Evropská unie     | taktické dopravní letadlo       |                          | 3               |                                       |
| Airbus A400M Atlas                   |                 | Evropská unie     | taktické dopravní letadlo       | A400M-180 Atlas          | 7               |                                       |
| Lockheed C-130 Hercules              |                 | USA               | taktické dopravní letadlo       | C-130H                   | 14              |                                       |
| Transall C-160                       |                 | Francie Německo   | taktické dopravní letadlo       | F                        | 36              |                                       |
| CASA/IPTN CN-235                     |                 | Francie Indonésie | taktické dopravní letadlo       |                          | 27              |                                       |
| de Havilland Canada DHC-6 Twin Otter |                 | Kanada            | užitkové dopravní letadlo       |                          | 5               |                                       |
| SOCATA TBM                           |                 | Francie           | užitkové dopravní letadlo       | TBM700                   | 15              |                                       |
| Letadla speciálního určení           |                 |                   |                                 |                          |                 |                                       |
| Boeing E-3 Sentry                    |                 | USA               | AWACS                           | E-3F                     | 4               |                                       |
| Transall C-160                       |                 | Francie Německo   | letadlo elektronického průzkumu |                          | 2               |                                       |
| Boeing KC-135 Stratotanker           |                 | USA               | tankovací letadlo               |                          | 14              |                                       |
| Cvičná letadla                       |                 |                   |                                 |                          |                 |                                       |
| Dassault/Dornier Alpha Jet           |                 | Francie Německo   | cvičné/lehké bojové letadlo     | E                        | 92              |                                       |
| Embraer EMB 121 Xingu                |                 | Brazílie          | cvičné letadlo                  |                          | 22              |                                       |
| Grob G 120                           |                 | Německo           | cvičné letadlo                  |                          | 18              |                                       |
| Dassault Mirage 2000                 |                 | Francie           | cvičné stíhací letadlo          | 2000B                    | 5               |                                       |
| Cirrus SR20                          |                 | USA               | cvičné letadlo                  |                          | 13              |                                       |
| Cirrus SR22                          |                 | USA               | cvičné letadlo                  |                          | 7               |                                       |
| SOCATA TBM                           |                 | Francie           | užitkové dopravní letadlo       | TBM700                   | 33              |                                       |
| Vrtulníky                            |                 |                   |                                 |                          |                 |                                       |
| Eurocopter AS332 Super Puma          |                 | Francie           | užitkový vrtulník               |                          | 6               |                                       |
| Eurocopter Fennec                    |                 | Francie           | lehký víceúčelový vrtulník      | AS550 AS555              | 1 40            |                                       |
| Eurocopter EC725                     |                 | Francie           | dopravní vrtulník               | H225M                    | 11              |                                       |
| Aérospatiale SA 330 Puma             |                 | Francie           | užitkový vrtulník               |                          | 27              |                                       |
| Bezpilotní letadla                   |                 |                   |                                 |                          |                 |                                       |
| General Atomics MQ-9 Reaper          |                 | USA               | bezpilotní letoun               |                          | 3               |                                       |